# دولت خودمختار شرق هبئی
دولت خودمختار شرق هبئی (انگلیسی: East Hebei Autonomous Government) ایالت کوتاه مدت اواخر دهه ۱۹۳۰ در چین شمالی و جنوبی بود. مورخان آن را یا به عنوان یک دولت دست‌نشانده ژاپنی یا یک کشور حائل توصیف کرده‌اند.